# Srečanje (roman)
Srečanje je vojni roman Ivana Potrča, ki je izšel leta 1963 pri Prešernovi družbi. Obsega 127 strani oz. 47.000 besed.

## Zgodba
Roman Srečanje opisuje enega izmed najglobljih in najbolj usodnih idejnomoralnih problemov partizanstva in revolucije. V njem spoznamo Fani in Pavlo, ki sta sosedi in obenem dobri prijateljici. Pavla je zaljubljena v Faninega brata Franca, vendar tega ne zaupa nikomur. Zgodba se začne, ko gresta Fani in Pavla na skrivaj prati perilo k potoku. Ko se vračata proti domu, zaslišita partizane in se skrijeta. Slišita stokanje in tako najdeta ranjenega partizana Matjaža ter ga skrijeta v hiši pri Pavli. Matjaž napiše listek in naroči Pavli, naj ga nese na Vrhe krojaču Kukolovemu, saj bo on že vedel, kaj storiti naprej. Ta jo tako napoti spat k vdovi, ki ima dva dojenčka, dvojčka. Tja pride Franc in tam tudi prespi. Dekle mora naslednji dan na zaslišanje, saj Nemci izvedo, da se Matjaž skriva v Fanini hiši. Sprašujejo jo vse o Matjažu: kako ve njegovo ime, kje je on zdaj, kako so ga našli. Hočejo dobiti potrditev, da je Matjaž v Pavlini hiši. Pavla se Nemcem ne preda, ne izda partizanskega ranjenca, skritega v domači hiši, ne zapiše se nemški policijski agenturi. Potem jo peljejo nazaj k vdovi, kjer dobi dva stražarja, da ne bi pobegnila nazaj v domačo vas. Reši jo Franc. Na konju jo odpelje do nekega travnika, kjer ji da bombo za zaščito v primeru nemškega napada, sam pa odide nazaj na Vrhe. Ko Pavla srečno prispe domov, ji mama pove, da je Matjaž mrtev, saj ga je ubila bomba. Pavla se spomni, da je sama odvrgla dano bombo, ko je mislila, da jo napadajo Nemci. Mogoče je prav njena bomba ubila Matjaža. Vseeno Pavla z vsemi svojimi dejanji ni zagrešila ničesar, kar bi jo lahko moralno diskvalificiralo in jo izločilo iz revolucionarne in nacionalne skupnosti.

## Kritika
Potrčeva zgodba Srečanje opisuje enega izmed vsekakor najglobljih in najbolj usodnih idejnomoralnih problemov partizanstva in revolucije sploh. Gre za pravno in moralno opredeljeni odnos med subjektivno in objektivno krivdo, oziroma za refleks tega odnosa v idejnem in psihološkem svetu revolucionarne preiskave in justice. Boj za človeško dragocenost je na vseh ravninah enako težak, enako oster in enako pomemben. Zato moramo verjeti Pavli in pritrditi zadnjemu stavku Potrčeve knjige: »To nesmilečno življenje zna biti kdaj tudi smilečno, če že ne more biti pravično.« Samo zdi se, da je namesto besede življenje treba poiskati bolj ustrezno in bolj točno poimenovanje tistega moralnega problema, o katerem nam pripoveduje Potrčevo Srečanje. (Bojan Štih, Sodobnost 11/6 (1963))